# Cosby (serie televisiva)
Cosby  è una serie televisiva statunitense in 96 episodi trasmessi per la prima volta nel corso di 4 stagioni dal 1996 al 2000. È liberamente ispirata alla serie britannica One Foot in the Grave (1984–1992).

## Trama
New York. Hilton Lucas, un agente del servizio clienti di una compagnia aerea, è costretto ad andare in pensione. È sposato con Ruth, che gestisce un bar, il Flower Cafe, e ha una figlia, Erica.

## Personaggi e interpreti
- Hilton Lucas (stagioni 1-4), interpretato da Bill Cosby, doppiato da Ferruccio Amendola.
- Griffin Vesey (stagioni 1-4), interpretato da Doug E. Doug, doppiato da Corrado Conforti.
È un amico di famiglia.
- Erica Lucas (stagioni 1-4), interpretata da T'Keyah Crystal Keymáh, doppiato da Claudia Razzi.
- Ruth Lucas (stagioni 1-4), interpretata da Phylicia Rashād, doppiato da Anna Rita Pasanisi.
- Pauline Fox (stagioni 1-3), interpretata da Madeline Kahn, doppiato da Vittoria Febbi.
È amica e socia di Ruth.
- Darien (stagioni 3-4), interpretato da Darien Sills-Evans.
- Jurnee (stagioni 3-4), interpretato da Jurnee Smollett.
- Singh (stagione 1), interpretato da Ranjit Chowdhry.
- Julius (stagione 1), interpretato da Darryl M. Bell.
- Del (stagione 3), interpretato da Sinbad.
- Kevin (stagione 3), interpretato da Jade Yorker.
- Rebecca (stagione 4), interpretata da Nicole Ari Parker.
- Loretta (stagione 4), interpretata da Mary Alice.

## Produzione
La serie, ideata da Bill Cosby ispirandosi alla sitcom inglese della BBC One foot in the Grave, fu prodotta dallo stesso Bill Cosby e dalla Carsey-Werner Company e girata negli studios della Kaufman Astoria a New York e negli studi della Universal a Universal City in California. Le musiche furono composte da Benny Golson con il supporto di Cosby (accreditato anche come produttore esecutivo con il nome Dr. William H. Cosby). Phylicia Rashād, che interpreta la moglie di Hilton, Ruth, aveva già interpretato la moglie del personaggio di Bill Cosby ne I Robinson (Claire). Inizialmente, per il ruolo della moglie era stata contattata Telma Hopkins (zia Rachel in Otto sotto un tetto); tuttavia, l'attrice non si trovò a suo agio con la tendenza all'improvvisazione sul set di Bill Cosby, e dovette rinunciare alla parte.
Tra gli episodi più celebri figurano la prima puntata della quarta stagione, My Spy, dove Hilton mentre guarda in Tv un episodio della serie Le spie (interpretata da Cosby negli anni sessanta), si addormenta e sogna di intraprendere un'avventura insieme al personaggio interpretato da Robert Culp nella serie televisiva originale. Nella stessa stagione viene presentato l'episodio intitolato Loving Madeline, un tributo a Madeline Kahn da poco deceduta, puntualizzato da spezzoni dei passati episodi dove lei era presente (in maniera simile a come era stato fatto in precedenza nella sitcom Barney Miller, a seguito della morte del membro del cast Jack Soo alla fine degli anni settanta).

### Registi
Tra i registi della serie sono accreditati:
- Don Scardino (24 episodi, stagioni 2-4)
- John Whitesell (17 episodi, stagioni 1-4)
- Tim Ryder

## Distribuzione
La serie fu trasmessa negli Stati Uniti dal 1996 al 2000 sulla rete televisiva CBS. In Italia è stata trasmessa a partire dal 14 giugno 1999 su Canale 5 con il titolo Cosby.
Alcune delle uscite internazionali sono state:
- negli Stati Uniti il 16 settembre 1996
- in Svezia il 12 gennaio 1997
- in Francia il 18 gennaio 1999
- in Italia il 14 giugno 1999

## Accoglienza
Cosby debuttò negli Stati Uniti davanti a un'audience di più di 24.7 milioni di spettatori, stabilendosi poi su una media di 16 milioni di spettatori fissi durante il corso della stagione. Quando però la CBS, decise di spostare la serie dal lunedì al mercoledì ed infine al venerdì, il programma perse velocemente punti negli indici d'ascolto, e Cosby in accordo con la dirigente CBS Leslie Moonves decise di porre fine alla serie. L'ultima puntata, intitolata The Song Remains the Same, andò in onda in America il 28 aprile 2000.

## Episodi
| Stagione         | Episodi | Prima TV USA | Prima TV Italia |
| ---------------- | ------- | ------------ | --------------- |
| Prima stagione   | 25      | 1996-1997    |                 |
| Seconda stagione | 24      | 1997-1998    |                 |
| Terza stagione   | 25      | 1998-1999    |                 |
| Quarta stagione  | 22      | 1999-2000    |                 |